# Hybomys badius
Hybomys badius és una espècie de mamífer rosegador de la família dels múrids. És endèmic del Camerun (mont Camerun, mont Oku i mont Lefo). El seu hàbitat natural són els boscos montans tropicals. Està amenaçat per la desforestació provocada per l'expansió dels camps de conreu i la tala d'arbres. El seu nom específic, badius, significa ‘bai’ en llatí.